# ウィレム1世 (オラニエ公)
ウィレム1世（Willem I, 1533年4月24日 - 1584年7月10日）は、オラニエ公。八十年戦争勃発時の中心人物で、オランダ独立国家（ネーデルラント連邦共和国）の事実上の初代君主。ホラント州、ゼーラント州他の総督（在位：1572年 - 1584年）。「沈黙公」として知られているが、これは反乱直前の時期の旗幟を鮮明にしない態度を揶揄したもので、実際には誰にでも愛想がよく非常におしゃべりであった。

## 生涯
1533年、ウィレムはドイツ中西部に位置するナッサウのディレンブルクで、ナッサウ＝ディレンブルク伯ヴィルヘルム1世とその妻ユリアーナ・ツー・シュトルベルクの間の長男として生まれた。1544年、11歳の時に従兄のルネ・ド・シャロンが戦死したが、ウィレムはその相続人に指名されていた。そのため、ルネが父（ヴィルヘルムの兄）ナッサウ＝ブレダ伯ヘンドリック3世から相続していたネーデルラントの所領と、ルネの母方の叔父フィリベール・ド・シャロンから相続していた南フランスのオランジュ（オランダ語でオラニエ）公国をともにウィレムが相続して、オラニエ公ウィレム1世となる。以後ウィレムの家系はオラニエ＝ナッサウ家と呼ばれる。ナッサウの所領は父から弟ヨハン6世に相続された。

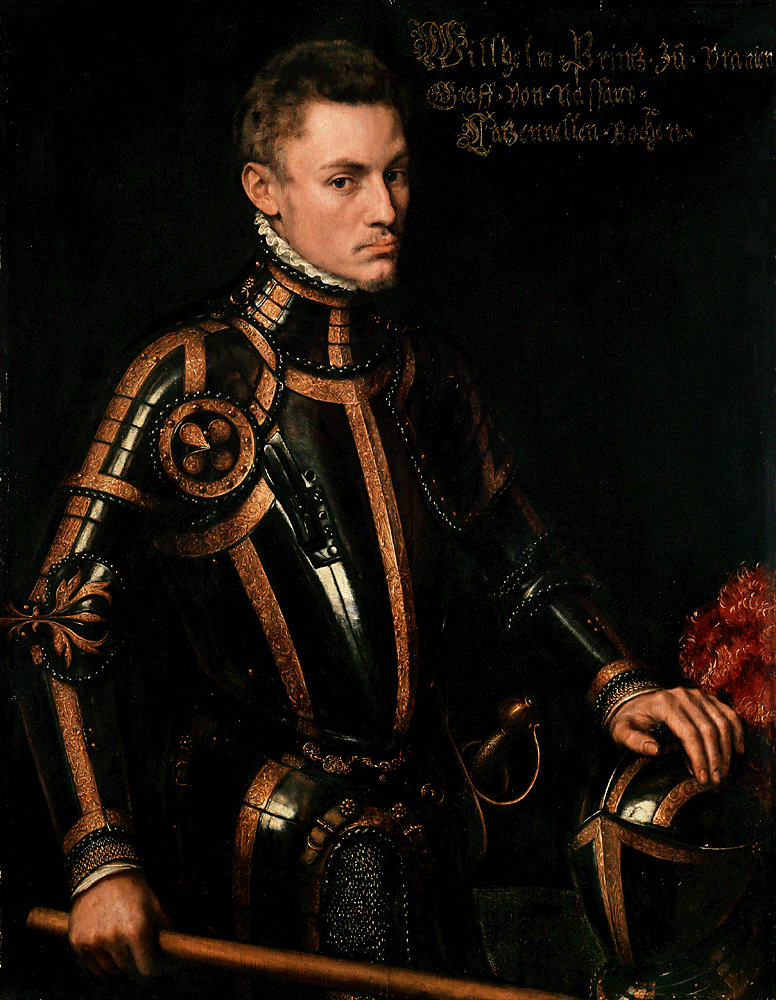
ウィレム１世（1555年）

オランジュ公は代々ブルゴーニュ公に仕えており、ルネ・ド・シャロンもブルゴーニュ公でありネーデルラント17州の君主であった神聖ローマ皇帝カール5世に従って第四次イタリア戦争の最中に命を落とした。ドイツの小領主の嫡男から一転して大貴族の当主となったウィレムは、父の元を離れてネーデルラントへ送られ、カール5世やその妹であるネーデルラント総督マリアの監督の下で大貴族にふさわしい教育を受けた。ウィレムはカール5世に将来を嘱望され、少年時代には侍従として仕え、長じてはネーデルラント軍の副司令官に任じられた。1555年のブリュッセルでのブルゴーニュ公退位の式典でも、杖をついて歩くカールの腕を支える役目をしている。
1566年、フランドルで反カトリック暴動が発生し、その反乱はネーデルラント各地へと広まり、まだプロテスタントが浸透していない北部にまで暴動は拡大した。フェリペ2世は事態の収拾を図るため、アルバ公を1万ほどの軍勢とともに派遣した。ネーデルラント貴族はこの暴動の責任を問われ、エフモント伯ラモラール、ホールン伯フィリップを含む有力貴族20人余りが処刑された。この際、オラニエ公ウィレムはドイツに逃れており無事だったが、領地、財産の多くが没収された。
1568年4月、ドイツに逃れていたウィレムは、軍を率いてオランダ北部と中部から一斉に進攻、5月23日のヘイリヘルレーの戦いに勝利したものの、結局は失敗に終わった。
軍勢を整えて再起を図ったウィレムは、弟のローデウェイク（ルートヴィヒ）、アドルフらとともにスペイン軍に戦いを挑むが敗北し、今度はフランスに逃れ、ユグノーに合流した。そして「海乞食（ワーテルヘーゼン）」と呼ばれる海賊軍団（ゼーゴイセン）を組織し、低地地方の沿岸を無差別に略奪を繰り返しながら、徐々に勢力を回復した。
1572年4月1日海乞食はブリーレの占拠に偶然にも成功し、やがて港湾都市を少しずつ制圧していった。同年7月ホラント州は反乱側に転じ、ウィレムを州総督に迎えることとし、同年、ウィレムはホラント州、ゼーラント州の総督となった。ホラント・ゼーラント2州に海乞食が足場を整えると、反スペイン勢力の中心となり、スペインの迫害を受けていた改革派が続々と流入し、徐々に主導権を握るようになった。
1573年2月にはホラント州でカトリックの礼拝が禁じられた。
ウィレムは、1577年にユトレヒト州、1578年にはアムステルダムを自らの陣営に加え、1579年にユトレヒト同盟を結成、反スペイン陣営をまとめあげる。間もなくアントウェルペンなどの主要都市も合流、1580年には残りの北部4州も合流した。一方で、ユトレヒト同盟の成立とほぼ同時期に、ネーデルラント南部の諸州はアラス同盟を結成し、フェリペ2世に対して協調的な姿勢をとった。
1581年、北部諸州は連邦議会においてフェリペ2世の統治権を否定した。教科書的な記述ではこれを「オランダ独立宣言」と表現する場合が多いが、実際には「独立宣言」は存在しない。また、「独立宣言」によりネーデルラント連邦「共和国」が成立したとされるが、北部諸州はその前年にフランス国王アンリ3世の弟アンジュー公フランソワを新たな君主として招く決定をしているため、共和政への強い志向があったわけではない。君主就任を要請したアンジュー公はカトリック教徒である。従って、この戦争を単なる宗教戦争として捉えることもできない。そもそもウィレムも熱心なカソリック信者であり、フェリペ二世の圧政そのものが、宗教関係なく反発を受けていたのである。
スペインとの戦いが続く中、1584年7月10日、ウィレムはデルフトの彼の居館プリンセンホフで、フェリペ2世を信奉するフランス人のカトリック教徒バルタザール・ジェラールによって暗殺された。昼食を取るために2階の書斎から1階へ下りようとしたウィレムは、突然現れた暗殺者から3発の銃弾を浴びせられ、「神よ、わが魂と愚か者たちにお慈悲を」との言葉を残して倒れたと伝えられている。プリンセンホフの階段の壁にはその時の弾痕が今も残されている。次男マウリッツが後継者として1585年にホラント州、ゼーラント州の総督に就任する。その後、1597年までに再び北部7州をまとめ上げ、対スペイン戦争を継続していった。
|                               |                               |                               |                               |                               |                               |  |  |          |          |          |          |          |          |      |      |                                        |                                        |                                        |                                        |                                        |                                        |  |  |                                                |                                                |                                                |                                                |                                                |                                                |  |  |                                          |                                          |                                          |                                          |                                          |                                          |  |  |              |              |              |              |              |              |  |  |          |          |          |          |          |          |  |  |            |            |            |            |            |            |  |  |
|                               |                               |                               |                               |                               |                               |  |  |          |          |          |          |          |          |      |      |                                        |                                        |                                        |                                        |                                        |                                        |  |  |                                                |                                                |                                                |                                                |                                                |                                                |  |  |                                          |                                          |                                          |                                          |                                          |                                          |  |  |              |              |              |              |              |              |  |  |          |          |          |          |          |          |  |  |            |            |            |            |            |            |  |  |
| フィリベール （オランジュ公） | フィリベール （オランジュ公） | フィリベール （オランジュ公） | フィリベール （オランジュ公） | フィリベール （オランジュ公） | フィリベール （オランジュ公） |  |  | クロード | クロード | クロード | クロード | クロード | クロード |      |      | ヘンドリック3世 （ナッサウ＝ブレダ伯） | ヘンドリック3世 （ナッサウ＝ブレダ伯） | ヘンドリック3世 （ナッサウ＝ブレダ伯） | ヘンドリック3世 （ナッサウ＝ブレダ伯） | ヘンドリック3世 （ナッサウ＝ブレダ伯） | ヘンドリック3世 （ナッサウ＝ブレダ伯） |  |  | ヴィルヘルム1世 （ナッサウ＝ディレンブルク伯） | ヴィルヘルム1世 （ナッサウ＝ディレンブルク伯） | ヴィルヘルム1世 （ナッサウ＝ディレンブルク伯） | ヴィルヘルム1世 （ナッサウ＝ディレンブルク伯） | ヴィルヘルム1世 （ナッサウ＝ディレンブルク伯） | ヴィルヘルム1世 （ナッサウ＝ディレンブルク伯） |  |  | ユリアーナ                               | ユリアーナ                               | ユリアーナ                               | ユリアーナ                               | ユリアーナ                               | ユリアーナ                               |  |  |              |              |              |              |              |              |  |  |          |          |          |          |          |          |  |  |            |            |            |            |            |            |  |  |
| フィリベール （オランジュ公） | フィリベール （オランジュ公） | フィリベール （オランジュ公） | フィリベール （オランジュ公） | フィリベール （オランジュ公） | フィリベール （オランジュ公） |  |  | クロード | クロード | クロード | クロード | クロード | クロード |      |      | ヘンドリック3世 （ナッサウ＝ブレダ伯） | ヘンドリック3世 （ナッサウ＝ブレダ伯） | ヘンドリック3世 （ナッサウ＝ブレダ伯） | ヘンドリック3世 （ナッサウ＝ブレダ伯） | ヘンドリック3世 （ナッサウ＝ブレダ伯） | ヘンドリック3世 （ナッサウ＝ブレダ伯） |  |  | ヴィルヘルム1世 （ナッサウ＝ディレンブルク伯） | ヴィルヘルム1世 （ナッサウ＝ディレンブルク伯） | ヴィルヘルム1世 （ナッサウ＝ディレンブルク伯） | ヴィルヘルム1世 （ナッサウ＝ディレンブルク伯） | ヴィルヘルム1世 （ナッサウ＝ディレンブルク伯） | ヴィルヘルム1世 （ナッサウ＝ディレンブルク伯） |  |  | ユリアーナ                               | ユリアーナ                               | ユリアーナ                               | ユリアーナ                               | ユリアーナ                               | ユリアーナ                               |  |  |              |              |              |              |              |              |  |  |          |          |          |          |          |          |  |  |            |            |            |            |            |            |  |  |
|                               |                               |                               |                               |                               |                               |  |  |          |          |          |          |          |          |      |      |                                        |                                        |                                        |                                        |                                        |                                        |  |  |                                                |                                                |                                                |                                                |                                                |                                                |  |  |                                          |                                          |                                          |                                          |                                          |                                          |  |  |              |              |              |              |              |              |  |  |          |          |          |          |          |          |  |  |            |            |            |            |            |            |  |  |
|                               |                               |                               |                               |                               |                               |  |  |          |          |          |          |          |          |      |      |                                        |                                        |                                        |                                        |                                        |                                        |  |  |                                                |                                                |                                                |                                                |                                                |                                                |  |  |                                          |                                          |                                          |                                          |                                          |                                          |  |  |              |              |              |              |              |              |  |  |          |          |          |          |          |          |  |  |            |            |            |            |            |            |  |  |
|                               |                               |                               |                               |                               |                               |  |  |          |          |          |          | ルネ     | ルネ     | ルネ | ルネ | ルネ                                   | ルネ                                   |                                        |                                        |                                        |                                        |  |  | ウィレム                                       | ウィレム                                       | ウィレム                                       | ウィレム                                       | ウィレム                                       | ウィレム                                       |  |  | ヨハン6世 （ナッサウ＝ディレンブルク伯） | ヨハン6世 （ナッサウ＝ディレンブルク伯） | ヨハン6世 （ナッサウ＝ディレンブルク伯） | ヨハン6世 （ナッサウ＝ディレンブルク伯） | ヨハン6世 （ナッサウ＝ディレンブルク伯） | ヨハン6世 （ナッサウ＝ディレンブルク伯） |  |  | ルートヴィヒ | ルートヴィヒ | ルートヴィヒ | ルートヴィヒ | ルートヴィヒ | ルートヴィヒ |  |  | アドルフ | アドルフ | アドルフ | アドルフ | アドルフ | アドルフ |  |  | ハインリヒ | ハインリヒ | ハインリヒ | ハインリヒ | ハインリヒ | ハインリヒ |  |  |

## 弟たち
ウィレム1世の弟たちもまた兄とともに戦争に加わっており、多くは兄に先立って命を落とした。
- ヤン・デ・オウデ（ヨハン、1535年 - 1606年）
ナッサウ＝ディレンブルク伯を父ヴィルヘルムから継承した（ヨハン6世）。ユトレヒト同盟の成立に貢献し、また一時ヘルダーラント州の総督を務めた。
- ローデウェイク（英語版）（ルートヴィヒ、1538年 - 1578年）
モーケル・ヘイデの戦い（英語版）で戦死した。
- アドルフ（英語版）（1540年 - 1568年）
独立戦争初期にヘイリヘルレーの戦いで戦死した。後にオランダ国歌となる『ヴィルヘルムス・ファン・ナッソウエ』でも言及されている。
- ヘンドリック（英語版）（ハインリヒ、1550年 - 1574年）
モーケル・ヘイデの戦いで戦死した。

## 結婚と子女
ウィレム1世は4度結婚し、多くの子をもうけた。
- アンナ・ファン・エフモント・ファン・ブレン（英語版）（1551年結婚、1534年 - 1558年） - ブレン伯兼レールダム伯マクシミリアン（英語版）の娘、エフモント伯ラモラールの縁者
  - マリア（オランダ語版）（1553年 - 1554年）
  - フィリップス・ウィレム（1554年 - 1618年） - オラニエ公
  - マリア（英語版）（1556年 - 1616年） - ホーエンローエ＝ランゲンブルク伯フィリップと結婚

- アンナ・ファン・サクセン（1561年結婚、1544年 - 1577年） - ザクセン選帝侯モーリッツの娘。1571年にアンナの不行状により離婚。
  - アンナ（1562年）
  - アンナ（英語版）（1563年 - 1588年） - ナッサウ＝ディレンブルク伯ヴィレム・ローデウェイク（ヨハン6世の子）と結婚
  - マウリッツ（1564年 - 1566年）
  - マウリッツ（1567年 - 1625年） - オランダ総督、オラニエ公
  - エミリア（1569年 - 1629年） - ポルトガル公ドン･マヌエルと結婚

- シャルロット・ド・ブルボン＝モンパンシエ（1575年結婚、1546年/1547年 - 1582年） - モンパンシエ公ルイ3世（ブルボン家分枝）の娘
  - ルイーゼ・ユリアナ（1576年 - 1644年） - プファルツ選帝侯フリードリヒ4世と結婚
  - エリーザベト・フランドリカ（1577年 - 1642年） - ブイヨン公アンリ・ド・ラ・トゥール・ドーヴェルニュと結婚、テュレンヌ元帥の母
  - カタリナ・ベルヒカ（1578年 - 1648年） - ハーナウ＝ミュンツェンベルク伯フィリップ・ルートヴィヒ2世と結婚
  - シャルロッテ・フランドリナ（1579年 - 1640年） - ポワチエのサント＝クロワ女子修道院長
  - シャルロッテ・ブラバンティナ（1580年 - 1631年） - トゥアール公クロード・ド・ラ・トレモイユと結婚、シャーロット・スタンリーの母
  - エミリア・セクンダ・アントウェルピアナ（1581年 - 1657年） - プファルツ＝ランツベルク公フリードリヒ・カジミールと結婚

- ルイーズ・ド・コリニー（1583年結婚、1555年 - 1620年） ガスパール・ド・コリニーの娘
  - フレデリック・ヘンドリック（1584年 - 1647年） -  オランダ総督、オラニエ公

- 庶子
  - ユスティヌス（1559年 - 1631年） - ベラスケスの絵画『ブレダの開城』に敗者として描かれている。